# سيمون أوكونور
سيمون أوكونور (بالإنجليزية: Simon O'Connor)‏ هو سياسي نيوزلندي، ولد في 25 فبراير 1976. حزبياً، نشط في الحزب الوطني في نيوزيلندا. وقد انتخب عضو مجلس النواب نيوزيلندا عن دائرة Tāmaki (New Zealand electorate) ‏ وقد انضم خلال فترته النيابية ‏ للكتلة البرلمانية الحزب الوطني في نيوزيلندا.

## وصلات خارجية
- الموقع الرسمي